# Congothemis longistyla
Congothemis longistyla är en trollsländeart som beskrevs av Fraser 1953. Congothemis longistyla ingår i släktet Congothemis och familjen segeltrollsländor. IUCN kategoriserar arten globalt som livskraftig. Inga underarter finns listade i Catalogue of Life.